# Cuba nos Jogos Olímpicos de Verão de 1972
A Cuba competiu nos Jogos Olímpicos de Verão de 1972, realizados em Munique, Alemanha Ocidental.